# Zafra

Coat-of-arms of Zafra

Zafra là một đô thị trong tỉnh Badajoz, Extremadura, Tây Ban Nha. Dân số 15.542 (2004).
38°26′B 6°25′T / 38,433°B 6,417°T